# Широколисна кострика
Широколисна кострика или језичаста кострика (лат. Ruscus hypoglossum) је врста која припада фимилији Asparagaceae. Род Ruscus обухвата 6 врста од којих две расту на територији Републике Србије (R. aculeatus и R. hypoglossum). Име рода потиче од старогрчке речи за кљун, услед сличности листа са кљуном.
Широколисна кострика је зимзелена биљка са пузећим ризомом и слабо разгранатом стабљиком, висине до 60 cm. Листићи су љуспасти и ситни. Биљку одликује метаморфоза изданка у филокладије које су елиптичне, без оштре бодље на врху. Филокладије су са израженим средњим нервом и лучно савијеним бочним нервима. Цветови су на петељкама и налазе се у пазуху дугуљастог, кожастог, зеленог и на врху зашиљеног приперка. Перигон је зеленкастобеле боје. Мушки цветови су са три прашника чији су филаменти срасли у цев. Биљка цвета током априла и маја. Плод је црвена бобица.
Ареал врсте обухвата Апенинско полуострво, централну Европу, југоисточну Европу, Малу Азију и Крим.
У Србији је врста распрострањена. Врста расте у мезофилним шумама, најчешће буковим, али и у шумама храста китњака и граба. Може да расте на плитком кречњачком земљишту, а један од основних услова за раст представља довољна количина релативне влаге у ваздуху и засенчени услови.
Врста је Правилником о проглашењу и заштити строго заштићених и заштићених дивљих врста биљака, животиња и гљива, проглашена као заштићена врста на територији Републике Србије. Главна претња опстанку попyлацијa представља неконтролисано сакупљање услед декоративности. Врста се често корити приликом израде букета. У Словачкој врста има статус критично угроженог таксона.
Поред употребе у цвећарству, плод се традиционално користи против брадавица. Свежи листови и филокладије се користе у исхрани стоке као ефикасно средство против маститиса и прехладе.

## Галерија
- Бобица, приперак и филокладија
- Хабитус биљке
- цвет